# Chakravartin
Chakravartin (चक्रवर्तिन् cakra-vartin, Sanskrit cakra, „Rad“ und vartin, „jemand, der dreht“; Pali cakkavattī, auch interpretiert als „für welchen das Rad des Gesetzes (Dharmachakra/Dhammacakka) sich dreht“, bzw. „der das Rad des Gesetzes in Bewegung setzt“) bezeichnet in den indischen Religionen einen idealen, umfassenden Herrscher, der in Orientierung am Dharma ethisch und gütig über die gesamte Welt herrscht. Eine weitere Interpretation des Begriffs lautet der, „dessen Streitwagenräder sich frei bewegen“, im Sinne von „dessen Reisen ohne Hindernis sind.“
In Hindu-Texten wird die Herrschaft des Chakravartin als vollendetem Gebieter sarvabhauma genannt. In den Schriften des buddhistischen Pali-Kanons wird der Chakravartin häufig mit Buddha parallelisiert. Buddha wird in seiner ersten Lehrrede im Wildpark bei Isipatana als Lehrer dargestellt, der das Rad der Lehre in Bewegung setzt (Pali dhammacakkappavattana sutta). Im Pali-Kanon wird der Chakravartin als Herrscher dargestellt, der Recht walten lässt, Mittellose unterstützt und der für sein Herrschaftshandeln den Rat der Mönche einholt (D 3,26), sowie als Gebieter, der sein Reich auf Grundlage des Gesetzes lenkt (A 3,14).

## Jainismus
Im Jainismus ist ein Chakravartin (Ardhamagadhi: cakkavaṭṭi m.) ein Weltherrscher. Seine Geburt wird durch 14 Träume angekündigt. Um die Weltherrschaft zu erlangen, muss er 14 Kleinode gewinnen, nämlich ein Rad, Vlies, Stab, Schirm, Juwel, Hohlmaß, Frau, Schwert, Feldherr, Majordomus, Baumeister, Priester, Pferd und Elefant. Der erste Chakravartin war Bharata. Je nach Herrschensweise wird ein Chakravartin im Himmel oder in der Hölle wiedergeboren oder er erreicht als Asket das Nirwana.